# Голеш (област Силистра)
Вижте пояснителната страница за други значения на Голеш.
Голеш е село в Североизточна България. То се намира в община Кайнарджа, област Силистра. Старото име на селото е Кьосе айдън.

## История
На 3 километра североизточно от днешното село са открити останки от късноантична крепост. От външната страна на източната ѝ стена е разположен мартирий, а в централната част – трикорабна църква. Някои автори я идентифицират със споменатата от Прокопий Кесарийски като възстановена от Юстиниан I крепост Свети Кирил. В този случай откритите в църквата мощи може би принадлежат на свети Кирил Аксиополски.